# Michael Frayn
Michael Frayn (Londra, 8 settembre 1933) è uno scrittore e drammaturgo britannico.

## Biografia
Noto in Italia per le commedie Miele selvatico e Rumori fuori scena, quest'ultima portata in scena in Italia per la prima volta nel 1983 da Attilio Corsini e dalla sua compagnia Attori e Tecnici, ha iniziato la sua carriera come giornalista per The Guardian e poi per The Observer. Nel gennaio 1990, ancora per la regia di Attilio Corsini, viene rappresentata al Teatro Vittoria di Roma Spettattori (Look Look) in prima mondiale, in presenza dello stesso Frayn. Anche Spettattori è una commedia di teatro nel teatro, nella quale pubblico e interpreti si specchiano e si confrontano.
Autore televisivo per la BBC, saggista, romanziere, è autore del dramma teatrale Copenaghen, sua tredicesima opera teatrale.
Scritto nel 1998, Copenaghen ha assunto un notevole rilievo nella comunità letteraria e ancor più scientifica, in quanto tratta in maniera vivacissima dei fatti realmente svoltisi intorno allo sviluppo, mancato, della bomba atomica nazista, durante gli anni della seconda guerra mondiale. In particolare il lavoro descrive l'incontro avvenuto nel 1941 tra Niels Bohr, famoso fisico teorico danese e il suo allievo più brillante e amato, Werner Karl Heisenberg, ai vertici del progetto tedesco di sviluppo nucleare. I fatti reali, e gli schieramenti storici degli uomini in gioco sono tuttora controversi, ma Frayn nel suo dramma fa emergere il fattore umano, a dispetto dei temi spesso infinitamente grandi che mette in gioco.
Il suo romanzo A testa bassa (Headlong) del 1999 è stato tra i finalisti del Booker Prize.

## Opere

### Romanzi
- The Tin Men, 1965
- The Russian Interpreter, 1966
- Towards the End of the Morning, 1967
- A Very Private Life, 1968
- Sweet Dreams (Sweet Dreams, 1973), Roma, Atlantide, 2018
- The Trick of It, 1989
- A Landing on the Sun, 1991
- Now You Know, 1993
- A testa bassa (Headlong, 1999), Torino, Einaudi, 2001
- Spies, 2002
- Skios, 2012

### Commedie
- Due di noi, quattro atti unici per due attori (The Two of Us, 1970), regia di Giampiero Solari, Firenze, Teatro Niccolini, 1987
- Alphabetical Order, 1975
- Donkeys' Years, 1976
- Clouds, 1976
- Make and Break, 1980
- Rumori fuori scena, (Noises Off, 1982), regia di Attilio Corsini, Roma, Teatro Flaiano, 16 dicembre 1983.
- Benefactors, 1984
- Miele selvatico, (Wild Honey, 1984), regia di Gabriele Lavia, Roma, Teatro Eliseo, 12 novembre 1985.
- Balmoral, 1987
- The Sneeze, da racconti e atti unici di Anton Čechov, 1988
- First and Last, 1989
- Listen to This: 21 short plays and sketches, Methuen, 1990
- Jamie on a Flying Visit and Birthday, 1990
- Spettattori (Look Look, 1990), regia di Attilio Corsini, Roma, Teatro Vittoria, 5 gennaio 1990. prima mondiale
- Audience, 1991
- Plays: Two, Methuen, 1991
- Qui (Here, 1993), regia di Andrea Trovato, Roma, Fontanone del Gianicolo, 6 settembre 2013.
- Alarms (Alarms and Excursions, 1998), regia di Andrea Brambilla, Milano, Teatro Nazionale, 28 dicembre 1999.
- Copenaghen (Copenhagen, 1998), regia di Mauro Avogadro, Udine, Teatro San Giorgio, 9 novembre 1999.
- Plays: Three, Methuen, 2000
- Democracy, 2003
- Afterlife, 2008
- Matchbox Theatre: Thirty Short Entertainments, Faber & Faber, 2014

### Racconti
- Speak After the Beep: Studies in the Art of Communicating With Inanimate and Semi-Animate Objects, 1995

### Saggistica e giornalismo
- The Day of the Dog, 1962
- The Book of Fub, 1963
- On the Outskirts, 1964
- At Bay in Gear Street, 1967
- Constructions, 1974
- The Original Michael Frayn, 1983
- Celia's Secret: An Investigation, 2000
- The Human Touch: Our part in the creation of the universe, 2006
- Stage Directions: Writing on Theatre, 1970-2008, 2008
- Travels with a Typewriter, 2009
- My Father's Fortune: A Life, 2010